# Gynacantha remartinia
Gynacantha remartinia là loài chuồn chuồn trong họ Aeshnidae. Loài này được Navás mô tả khoa học đầu tiên năm 1934.